# Бородіно (Казахстан)
Боро́діно (каз. Бородино) — село у складі Алтайського району Східноказахстанської області Казахстану. Входить до складу Нікольського сільського округу.
Населення — 395 осіб (2021; 645 у 2009, 801 у 1999, 798 у 1989).
Національний склад станом на 1989 рік:
- росіяни — 71 %
- казахи — 22 %